# Andorra en los Juegos Olímpicos de Calgary 1988
Andorra estuvo representada en los Juegos Olímpicos de Calgary 1988 por un total de 4 deportistas que compitieron en esquí alpino.
La portadora de la bandera en la ceremonia de apertura fue la esquiadora Claudina Rossel. El equipo olímpico andorrano no obtuvo ninguna medalla en estos Juegos.